# Stenolophus pallipes
Stenolophus pallipes es una especie de escarabajo de tierra del género Stenolophus, tribu Harpalini, subfamilia Harpalinae. Fue descrita científicamente por Perroud & Montrouzier en 1864.
La especie se mantiene activa durante los meses de febrero, abril, mayo, junio, julio, agosto, octubre y diciembre.

## Distribución
Se distribuye por Estados Unidos y Nueva Caledonia.